# Camallaninae
Die Camallaninae sind eine Unterfamilie der Rollschwänze mit 385 Arten und einzige Unterfamilie der Camallanidae.

## Merkmale
Die Mundkapsel ist in zwei seitliche Klappen unterteilt, eine hintere Portion fehlt oder ist, wenn vorhanden, deutlich kleiner als die vordere. Eine tiefe seitliche Grube kann vorhanden sein. Die Längsbänder sind in ein bis zwei Gruppen angeordnet, sie sind durchgängig und rau oder mit perlenartigen Bildungen besetzt. Tridents können vorhanden sein, manchmal sind sie zu einem einzelnen Zapfen reduziert, manchmal fehlen sie ganz.

## Systematik
Hodda (2022) gliedert die Unterfamilie in die monotypische Tribus Camallanini mit der Untertribus Camallaninii, welche neun Gattungen enthält:
- Camallanides Baylis & Daubney, 1922
- Camallanus Railliet & Henry, 1915
- Malayocamallanus Jothy & Fernando, 1971
- Neoparacamallanus Bilqees & Akram, 1982
- Oncophora Diesing, 1851
- Paracamallanus Yorke & Maplestone, 1926
- Platocamallanus Bilqees & Akram, 1982
- Procamallanus Baylis, 1923
- Serpinema Yeh, 1960